# Mount Kazukaitis
Mount Kazukaitis är ett berg i Antarktis. Det ligger i Västantarktis. Inget land gör anspråk på området. Toppen på Mount Kazukaitis är 699 meter över havet.
Terrängen runt Mount Kazukaitis är kuperad åt nordost, men åt sydväst är den platt. Trakten är obefolkad. Det finns inga samhällen i närheten.